# Vilmos
Vilmos est un prénom hongrois masculin.

## Étymologie
Issu de la forme latinisée Vilhelmus du prénom d'origine germanique Wilhelm.

## Équivalents
- Wilhelm
- Guillaume
- William
- Vilma (féminin)

## Fête
Les "Vilmos" se fêtent le 6 avril et le 25 juin, mais aussi le 10 janvier, le 10 février, le 23 mai, le 28 mai, le 8 juin ou le 5 juillet, selon les régions.